# Sorcerer (groupe)
Pour les articles homonymes, voir Sorcerer.
Sorcerer est un groupe suédois d'epic doom, originaire de Stockholm.

## Histoire
Le groupe est formé en 1988 et se composait du bassiste Johnny Hagel, du batteur Tommy Karlsson et du guitariste Peter Furulid. En 1989, le chanteur Anders Engberg et Mats Liedholm, deuxième guitariste, rejoignent le groupe. La même année, le groupe enregistre sa première démo, Anno 1503, qui s'écoule à 1 500 exemplaires. De plus, le groupe donne deux concerts à Stockholm, le premier avec Count Raven et le second lors d'un festival avec des groupes comme Entombed — c'était le premier show où le groupe s'appelait Entombed —, Carnage, Therion et Mezzrow. La même année, le sampler Rockbox est sorti, sur lequel Sorcerer apparaît avec la chanson Born with Fire. En 1990, Rickard Evensand rejoint le groupe en tant que nouveau batteur. En 1992, Sorcerer enregistre sa deuxième démo, The Inquisition, qui contient entre autres une version démo de la chanson Stargazer de Rainbow. Plus tard dans l'année, Hagel quitte le groupe pour rejoindre Tiamat. Peu de temps après, Sorcerer se sépare. Selon Hagel, son départ n'était cependant pas la raison de la dissolution du groupe, mais plutôt le manque de motivation et de temps des membres restants du groupe. En 1995, John Perez de Solitude Aeturnus décide de publier les deux démos sous forme de compilation sur son label Brainticket Records, ce qui est la première publication du label. Perez et Hagel se connaissaient déjà depuis la première démo de Sorcerer.
En 2010, Johnny Hagel est contacté par Oliver Weinsheimer du festival allemand Hammer of Doom. Celui-ci offre au groupe une place au festival. Sorcerer était désormais composé, outre Hagel et Engberg, d'amis des deux hommes. Kristian Niemann et Ola Englund jouaient de la guitare électrique et Robert Iversen de la batterie. En 2011, Perez publie à nouveau les démos, remasterisées, avec en bonus les trois chansons inédites Wisdom, Northern Seas et At Dawn. La même année, le groupe joue au festival Up the Hammers à Athènes. En outre, le travail sur le premier album commence. En 2012, Englund quitte le groupe pour rejoindre Six Feet Under. Peter Hallgren le remplace. Par la suite, le groupe continue à travailler sur l'album avant que les morceaux enregistrés ne soient mixé et masterisé par le batteur Robert Iversen. L'album est masterisé par Jens Bogren avant de sortir en 2015 sous le nom In the Shadow of the Inverted Cross chez Metal Blade Records.

## Style musical
Selon Nadine Fiebig dans le magazine Nuclear Blast Magazin, Sorcerer est relativement peu connu par rapport à d'autres groupes d'epic doom comme Candlemass et Solitude Aeturnus, ce qui s'explique par le faible nombre de sorties et la longue période d'inactivité. De temps en temps, on entend dans les chansons de In the Shadow of the Inverted Cross des parallèles avec le power metal, comme chez King Diamond. Dans le livre The Ultimate Hard Rock Guide Vol I - Europe, le style musical de Sorcerer est également décrit comme de l'epic doom dans le style de Solitude Aeturnus. Dans son livre The Heaviest Encyclopedia of Swedish Hard Rock and Heavy Metal Ever!, Janne Stark fait également une comparaison avec Candlemass et Solitude Aeturnus, mais qualifie la musique de doom metal progressif. Dans une interview avec Patrick Schmidt du Rock Hard, Johnny Hagel déclare qu'en plus de Solitude Aeturnus, Candlemass, Saint Vitus et Black Sabbath, le heavy metal traditionnel fait partie des influences. Dans la même édition, Boris Kaiser déclare dans sa critique de l'album que la base des chansons est du doom metal classique, mais que l'on pouvait également entendre des influences de hard rock et de heavy metal.

## Discographie
- 1989 : Sorcerer (démo)
- 1992 : The Inquisition (démo)
- 1995 : Sorcerer (compilation, Brainticket Records)
- 2004 : Heathens from the North (compilation, Eat Metal Records)
- 2015 : In the Shadow of the Inverted Cross (album, Metal Blade Records)
- 2017 : The Crowning of the Fire King (album, Metal Blade Records)
- 2020 : Lamenting of the Innocent (album, Metal Blade Records) (18e place en Allemagne[8], 72e place en Autriche [9], 37e place en Suisse[10])
- 2023 : Reign of the Reaper (album, Metal Blade Records) (23e place en Allemagne[8], 42e place en Autriche[9])